# Taninges
Taninges és un municipi francès situat al departament de l'Alta Savoia i a la regió d'Alvèrnia-Roine-Alps. L'any 2007 tenia 3.441 habitants.

## Demografia

### Població
El 2007 la població de fet de Taninges era de 3.441 persones. Hi havia 1.294 famílies de les quals 339 eren unipersonals (157 homes vivint sols i 182 dones vivint soles), 357 parelles sense fills, 500 parelles amb fills i 98 famílies monoparentals amb fills.
La població ha evolucionat segons el següent gràfic:
Habitants censats

### Habitatges
El 2007 hi havia 3.047 habitatges, 1.334 eren l'habitatge principal de la família, 1.601 eren segones residències i 111 estaven desocupats. 1.305 eren cases i 1.729 eren apartaments. Dels 1.334 habitatges principals, 838 estaven ocupats pels seus propietaris, 453 estaven llogats i ocupats pels llogaters i 43 estaven cedits a títol gratuït; 28 tenien una cambra, 141 en tenien dues, 287 en tenien tres, 423 en tenien quatre i 455 en tenien cinc o més. 1.003 habitatges disposaven pel capbaix d'una plaça de pàrquing. A 602 habitatges hi havia un automòbil i a 620 n'hi havia dos o més.

### Piràmide de població
La piràmide de població per edats i sexe el 2009 era:
| Homes | Edats   | Dones |
| ----- | ------- | ----- |
| 0     | 95 o +  | 4     |
| 4     | 90 a 94 | 12    |
| 16    | 85 a 89 | 28    |
| 12    | 80 a 84 | 24    |
| 16    | 75 a 79 | 28    |
| 56    | 70 a 74 | 92    |
| 88    | 65 a 69 | 64    |
| 84    | 60 a 64 | 60    |
| 80    | 55 a 59 | 88    |
| 80    | 50 a 54 | 88    |
| 92    | 45 a 49 | 88    |
| 132   | 40 a 44 | 96    |
| 132   | 35 a 39 | 128   |
| 152   | 30 a 34 | 160   |
| 108   | 25 a 29 | 96    |
| 64    | 20 a 24 | 52    |
| 139   | 15 a 19 | 101   |
| 152   | 10 a 14 | 136   |
| 104   | 5 a 9   | 84    |
| 104   | 0 a 4   | 76    |

## Economia
El 2007 la població en edat de treballar era de 2.199 persones, 1.749 eren actives i 450 eren inactives. De les 1.749 persones actives 1.658 estaven ocupades (908 homes i 750 dones) i 92 estaven aturades (42 homes i 50 dones). De les 450 persones inactives 155 estaven jubilades, 156 estaven estudiant i 139 estaven classificades com a «altres inactius».

### Ingressos
El 2009 a Taninges hi havia 1.320 unitats fiscals que integraven 3.394 persones, la mediana anual d'ingressos fiscals per persona era de 20.093 €.

### Activitats econòmiques
Dels 290 establiments que hi havia el 2007, 1 era d'una empresa extractiva, 8 d'empreses alimentàries, 28 d'empreses de fabricació d'altres productes industrials, 38 d'empreses de construcció, 54 d'empreses de comerç i reparació d'automòbils, 9 d'empreses de transport, 30 d'empreses d'hostatgeria i restauració, 2 d'empreses d'informació i comunicació, 9 d'empreses financeres, 16 d'empreses immobiliàries, 20 d'empreses de serveis, 62 d'entitats de l'administració pública i 13 d'empreses classificades com a «altres activitats de serveis».
Dels 70 establiments de servei als particulars que hi havia el 2009, 1 era una oficina d'administració d'Hisenda pública, 1 gendarmeria, 1 oficina de correu, 4 oficines bancàries, 4 tallers de reparació d'automòbils i de material agrícola, 1 taller d'inspecció tècnica de vehicles, 8 paletes, 4 guixaires pintors, 9 fusteries, 7 lampisteries, 6 electricistes, 4 perruqueries, 1 veterinari, 15 restaurants i 4 agències immobiliàries.
Dels 27 establiments comercials que hi havia el 2009, 1 era un hipermercat, 1 un supermercat, 3 botigues de més de 120 m², 1 una botiga de més de 120 m², 3 fleques, 2 carnisseries, 1 una peixateria, 1 una botiga de roba, 2 sabateries, 1 una sabateria, 2 botigues de mobles, 6 botigues de material esportiu, 1 un drogueria, 1 una perfumeria i 1 una joieria.
L'any 2000 a Taninges hi havia 21 explotacions agrícoles que ocupaven un total de 285 hectàrees.

## Equipaments sanitaris i escolars
El 2009 hi havia 2 farmàcies i 1 ambulància.
El 2009 hi havia 1 escola maternal i 1 escola elemental. Taninges disposava d'un col·legi d'educació secundària amb 373 alumnes.

## Poblacions més properes
El següent diagrama mostra les poblacions més properes.